# Augita
L'augita és un silicat descrit químicament com: (CaxMgyFez)(Mgy1Fez1)Si₂O₆. Estructuralment, és una solució sòlida rica en sodi de la sèrie que formen el diòpsid i l'hedenbergita. Pertany al subgrup dels clinopiroxens.

## Característiques
El diòpsid i l'hedenbergita són termes extrems importants d'augita, però aquesta també pot contenir en quantitats significants alumini, titani, sodi i d'altres elements. Els cristalls són monoclínics i prismàtics, i la seva duresa a l'escala de Mohs està entre 5,5 i 6.
Segons la classificació de Nickel-Strunz, l'augita pertany a «09.DA: 9: Silicats (i germanats), inosilicats amb 2 cadenes periòdiques i individuals» juntament amb els següents minerals: donpeacorita, enstatita, ferrosilita, clinoenstatita, clinoferrosilita, kanoïta, pigeonita, diòpsid, esseneïta, hedenbergita, johannsenita, petedunnita, davisita, kushiroïta, grossmanita, aegirina-augita, omfacita, egirina, jadeïta, jervisita, cosmoclor, namansilita, natalyita i espodumena.

## Formació i jaciments
Es troba en roques ígnies com gabres i basalts, i en roques metamòrfiques des de respiradors hidrotermals. Els espècimens ocasionals tenen una aspecte brillant que dona sentit al nom del mineral, que prové del grec augites, que significa "brillantor", encara que els espècimens corrents tenen un acabat menys vistós (verd fosc, marró o negre).
S'han trobat jaciments d'augita arreu del món. A Catalunya s'ha trobat augita als següents indrets:
- Can Ferrer, volcà de Sant Corneli, Fogars de la Selva (Maresme, Barcelona).
- Volcans Croscat, La Garrinada i Roca Negra, i al cràter Santa Margarida, Olot (Garrotxa, Girona).
- Volcà Puig de la Banya de Bóc, Llorà (Gironès, Girona).
- Vilanova d'Escornalbou (Baix Camp, Tarragona).

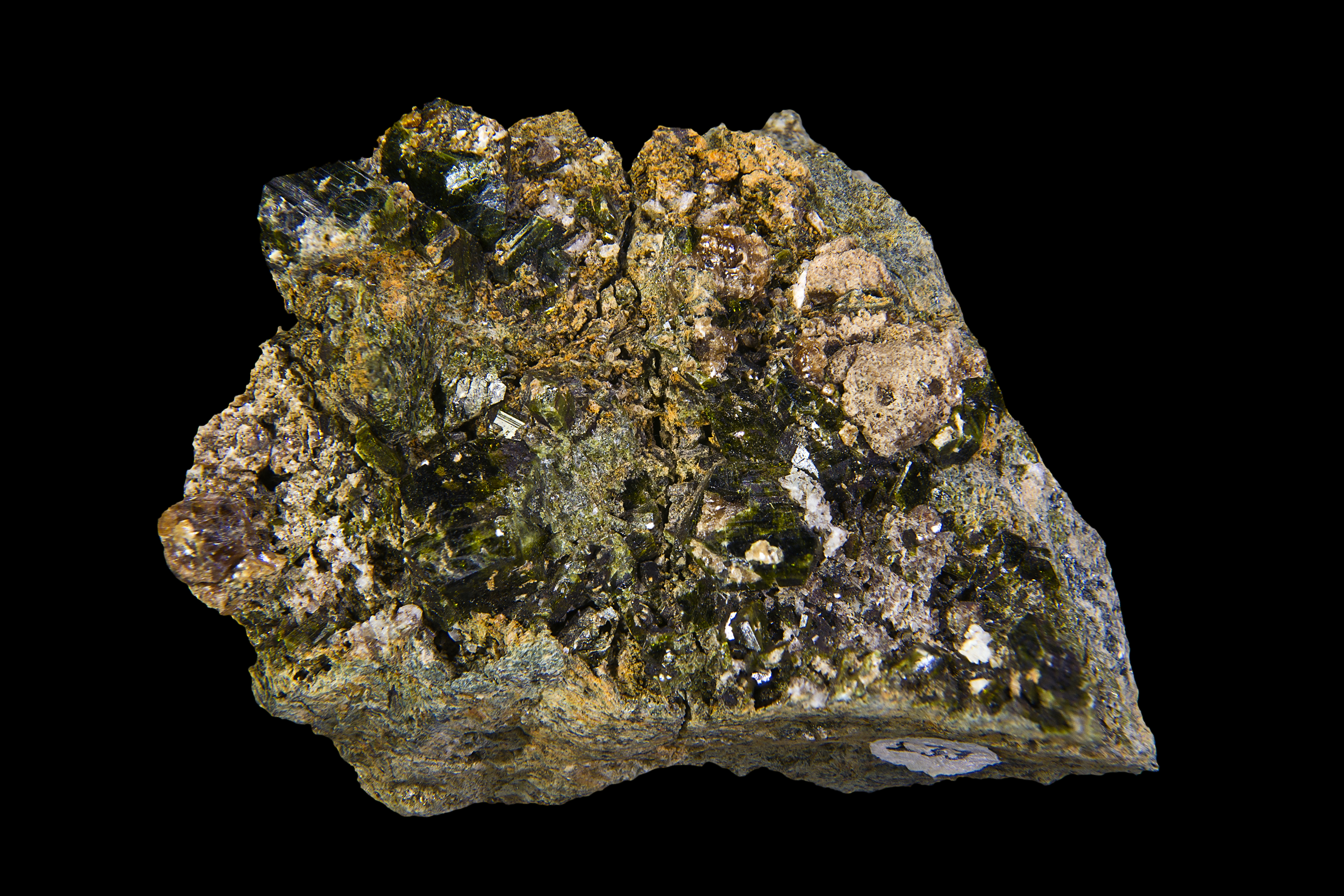
Fassaïta, una varietat d'augita pobre en ferro

## Varietats
- Asteroita, una varietat estelada radial rica en ferro descrita originàriament en Nordmark, Filipstad, Värmland, Suècia.[4]
- Fassaïta, una varietat amb un baix contingut de ferro que rep el nom de la vall de Fassa, a Itàlia.[5]
- Ferroaugita, una varietat amb un alt contingut de ferro, o possiblement hedenbergita o un diòpsid fèrric. Se n'ha trobat exclusivament a Virgínia, Estats Units.[6]
- Jeffersonita, una varietat amb contingut significatiu de zinc i manganès, de color verd oliva fosc i ratlla verd clar. Originàriament descrit a la mina Marshall, Ogdensburg, Nova Jersey, Estats Units, tot i que també se'n coneixen dipòsits a Suècia, Austràlia i el Tajikistan.[7]
- Korea-augita, varietat distingida per les seves propietats òptiques, provinents de les traquites alcalines de Corea.[8]
- Soda-augita, un intermedi entre l'augita i l'aegirina-augita, sense saber segur encara en què es diferencia d'aquest últim.[9]
- Titani-augita, una varietat rica en titani, de color negre i ratlla negra.[10]